# Le Cerveau vert
Le Cerveau vert (titre original : The Green Brain) est un roman de science-fiction de Frank Herbert publié en 1966.

## Résumé
L'intrigue du livre se déroule dans un avenir proche dans lequel l'homme arrive à contrôler toutes les formes de vie de la planète et dans lequel il a exterminé quasiment tous les insectes. La Terre est divisée en deux zones : la « Zone verte », que les humains pensent dominer, et la « Zone rouge », qui n'a pas encore été conquise.
Le « Cerveau vert » est un organisme intelligent qui incarne la résistance de la nature face à la domination humaine. Il est capable d'ordonner à des insectes eusociaux de se transformer en créatures humanoïdes qu'il utilise pour infiltrer la « Zone verte ».
Le roman se focalise sur une petite équipe d'hommes qui a été envoyée en mission dans les jungles brésiliennes pour enquêter sur un incident.